# 高森湧水トンネル公園

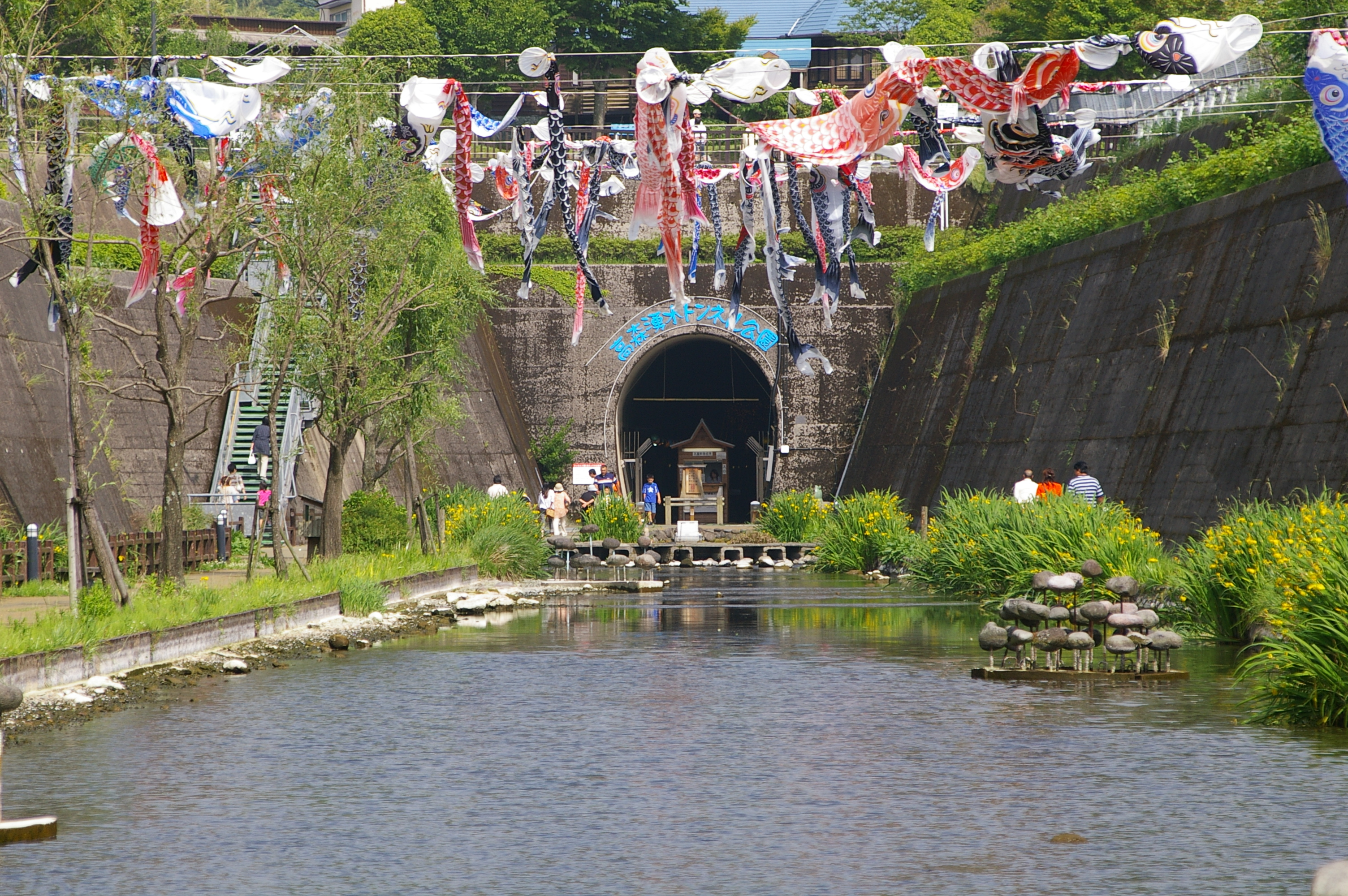
トンネルの入り口

高森湧水トンネル公園（たかもりゆうすいトンネルこうえん）は、熊本県高森町にある公園。

## 概要
このトンネルは旧国鉄高森線と高千穂線をつなぐ「高森トンネル」（全長6480mを予定）として1973年（昭和48年）に建設が開始されたものであったが、1975年（昭和50年）に起きた出水事故など度重なる出水事故が発生。2055m掘り進めた段階で工事は中断、高森トンネルの工事自体も1980年（昭和55年）に中止となった。その後、残ったトンネルの一部と出口付近を公園として整備し、1994年（平成6年）より一般公開されている。
現在は毎分32トンの湧出量を誇る町の水源地となっており、飲用水、農業用水などに利用されている。トンネル内部の温度は年間を通じて17度ほど。仕掛け噴水「ウォーターパール」が名物となっているほか、毎年7月は「七夕まつり」、12月は「クリスマスファンタジー」が開催される。トンネル上部には施設の資料館「湧水館」が併設されている。
なお、出水事故の後、トンネル近隣の湧水が軒並み枯れてしまったため、これらを利用していた地区の住民に対して、鉄道公団の負担で配水設備が建設された。約190世帯との補償契約は現在も続いているという。
因みに、出水事故もなく無事にトンネルが完成し「高千穂線」と「高森線」とのレールが接続された暁には、この場所に新しい高森駅として移設させる予定であった。また、2016年（平成28年）に発生した熊本地震からの復旧における2023年（令和5年）全線運転再開時までには高森 - 見晴台間にはこの場所付近に新駅を設ける計画もあったが、最終的に見送られている。

## 利用情報
- 所在地

熊本県阿蘇郡高森町高森1034-2
- 入園料

大人300円、小人100円
- 開園時間

4月〜10月は9:00 - 18:00。10月〜3月は9:00 - 17:00
湧水館 9:00 - 16:00
- 休園日

なし。ただし、湧水館は月曜日（祝日・休日の場合は営業）が休み。

## ギャラリー

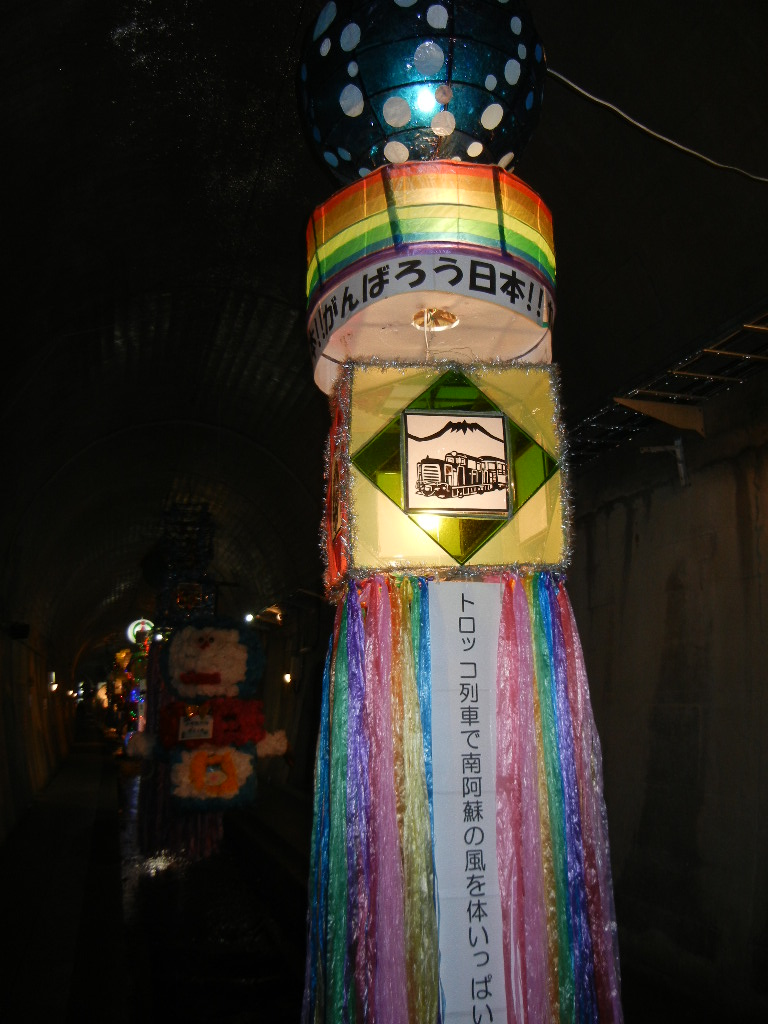
トンネル内の七夕飾り
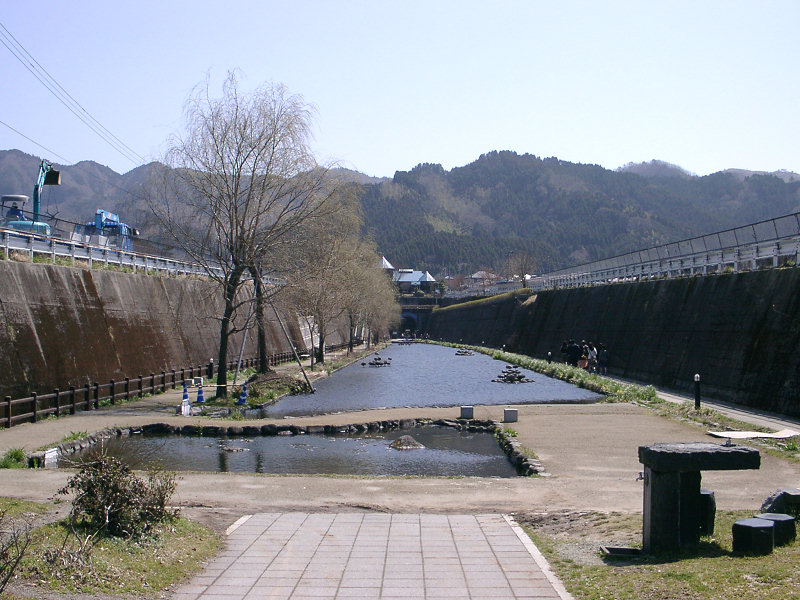
トンネルの外側

## 交通アクセス
- 南阿蘇鉄道高森線高森駅から徒歩14分（約1100m）。
- 熊本桜町バスターミナルから九州産交バスたかもり号に乗車し「高森湧水トンネル公園入口」下車、徒歩7分（約580m）。
- マイカーの場合、九州自動車道熊本インターチェンジから約39km。
- 駐車場あり